# Ponte Giuseppe Mazzini
Ponte Giuseppe Mazzini, noto anche come ponte Mazzini, è un ponte che collega il lungotevere dei Sangallo al lungotevere della Farnesina, a Roma, nei rioni Regola e Trastevere.

## Descrizione
Progettato dagli ingegneri Viani e Moretti, fu costruito tra il 1904 e il 1908; fu dedicato a Giuseppe Mazzini, uno degli artefici dell'unità d'Italia. Il ponte collega via della Lungara al Lungotevere sinistro, all'altezza di via Giulia; inizialmente era chiamato ponte Gianicolense, per ricordare l'omonimo ponte antico. 
Presenta tre arcate in muratura ed è lungo circa 106 metri.

## Trasporti
|  | È raggiungibile dalla stazione di Roma San Pietro. |

|  | È raggiungibile dalla stazione di Roma San Pietro. |